# Mallophora pica
Mallophora pica là một loài ruồi trong họ Asilidae. Mallophora pica được Macquart miêu tả năm 1850.